# Every Little Thing Concert Tour 2014 〜FUN-FARE〜
『Every Little Thing Concert Tour 2014 〜FUN-FARE〜』(エブリーリトルシング・コンサート・ツアー・2014 〜ファン・ファーレ〜)は日本の音楽ユニットEvery Little Thingが開催したコンサートツアー及び、2014年12月17日にリリースしたDVD作品。

## 解説
映像作品としては『Every Little Thing Concert Tour 2013 -ON AND ON-』より約1年ぶりとなる。
同年リリースの11thアルバム『FUN-FARE』を引っ提げたツアーとなっている。

## 収録曲
1. BFF
2. Take Me Tell Me
3. Sympathy
4. stray cat
5. メドレー (Grip!〜ON AND ON〜Season)
6. 五月雨
7. ハリネズミの恋
8. キミト
9. START
10. Graceful World
11. NELOLI
12. Mighty Boys ＜Instrumental＞
13. ファンダメンタル・ラブ
14. Shapes Of Love
15. 出逢った頃のように
16. 一日の始まりに…
-ENCORE-
17. fragile
18. Dear My Friend
19. 愛の謳